# Gasricana
Gasricana (em armênio: Գազրիկան; romaniz.: Gazrikean), segundo a Geografia de Ananias de Siracena (século VII), foi um cantão (gavar) da província (ascar) de Vaspuracânia, no Reino da Armênia. Englobava uma área de 600 quilômetros quadrados e estava localizado na região em torno das nascentes do rio Zola (antigo Taraum). Possivelmente era um dos cantões que compunham o principado de Albace Maior, um dos domínios originais dos Arzerúnios. Em 387, quando o Reino da Armênia foi dividido entre o Império Romano e o Império Sassânida pelos termos da Paz de Acilisena, permaneceu como um dos territórios remanescentes dos armênios. A Lista Militar (Զորնամակ, Zōrnamak), o documento que indica a quantidade de cavaleiros que cada uma das famílias nobres devia ceder ao exército real, cuja compilação é tardia, menciona Gasricana. É possível que a menção do topônimo seja uma mera indicação geográfica e/ou atesta que Tancriana tornar-se-ia um principado independente durante o período árabe. Cyril Toumanoff propôs que podiam reunir 50 cavaleiros.